# Палау (Коауила)
Палау (исп. Palaú) — город в Мексике, в штате Коауила, входит в муниципалитет Мускис. Население 16 133 человека.